# Mesolític
El Mesolític és un període cultural al final del Paleolític superior, com a transició entre aquesta època i el Neolític, i la seva datació és aproximadament de cap al 9000 aC fins al 6000 aC. El Mesolític es divideix en dues fases: l'Epipaleolític (o fase final del Paleolític) i el Protoneolític (període immediatament anterior al Neolític). Pràcticament, abasta ja l'època postglacial, en què canvia el clima i es modifiquen les formes de viure i, per tant, l'utillatge.
És durant aquest període que sorgeixen els grans boscos (a causa de la modificació climàtica) i s'extingeixen els grans animals com l'elefant llanut, el rinoceront llanut i els ossos de les cavernes. El ren emigra. En canvi, animals com el cérvol, l'isard, la cabra salvatge, el senglar i el cabirol, augmenten molt de nombre i són les peces de cacera principal, ja que els boscos fan més difícil la cacera de peces grans. També es cacen ossos, guineus, gats salvatges, teixons i altres petits mamífers; d'ocells, es cacen els ànecs, tords, faisans, gaigs, coloms salvatges i d'altres. Un animal que es multiplica és el caragol, propi de climes humits i càlids. Els caragols es mengen per milions, així com les petxines. S'hi desenvolupa la pesca, especialment al voltant dels llacs, que esdevenen centres de proliferació de cultures.
En poder viure de les fruites que recull, l'ésser humà té menys necessitat de cacera. Surt de les coves i construeix les primeres barraques (de fusta i plantes) a la vora dels rius, i els seus hàbits d'alimentació li modifiquen les característiques físiques. A la vora dels rius, s'han trobat algunes restes anomenades tallers de sílex, on es feien les noves eines que calien per al tipus de cacera que ara es practicava. Per a la cacera, s'utilitzava principalment l'arc i les sagetes, que els humans sabien disparar drets, asseguts, de genolls a terra, recolzats, cap a dalt o fins i tot mentre corrien. Les tribus es barallaven entre si segons les pintures que reflecteixen batalles d'arquers i altres combats, també cos a cos.

## Enterrament de Theviec - Museu de Tolosa

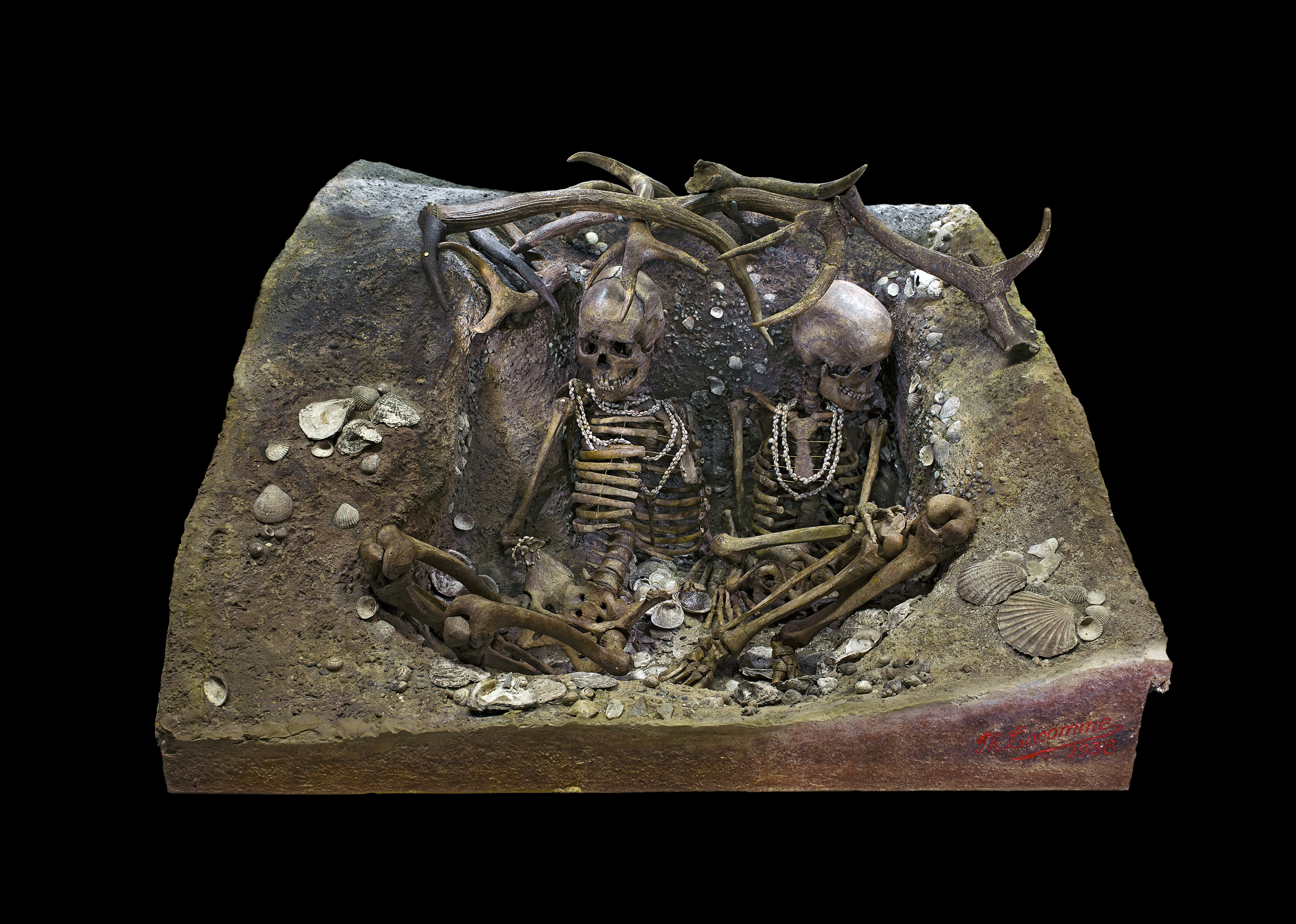
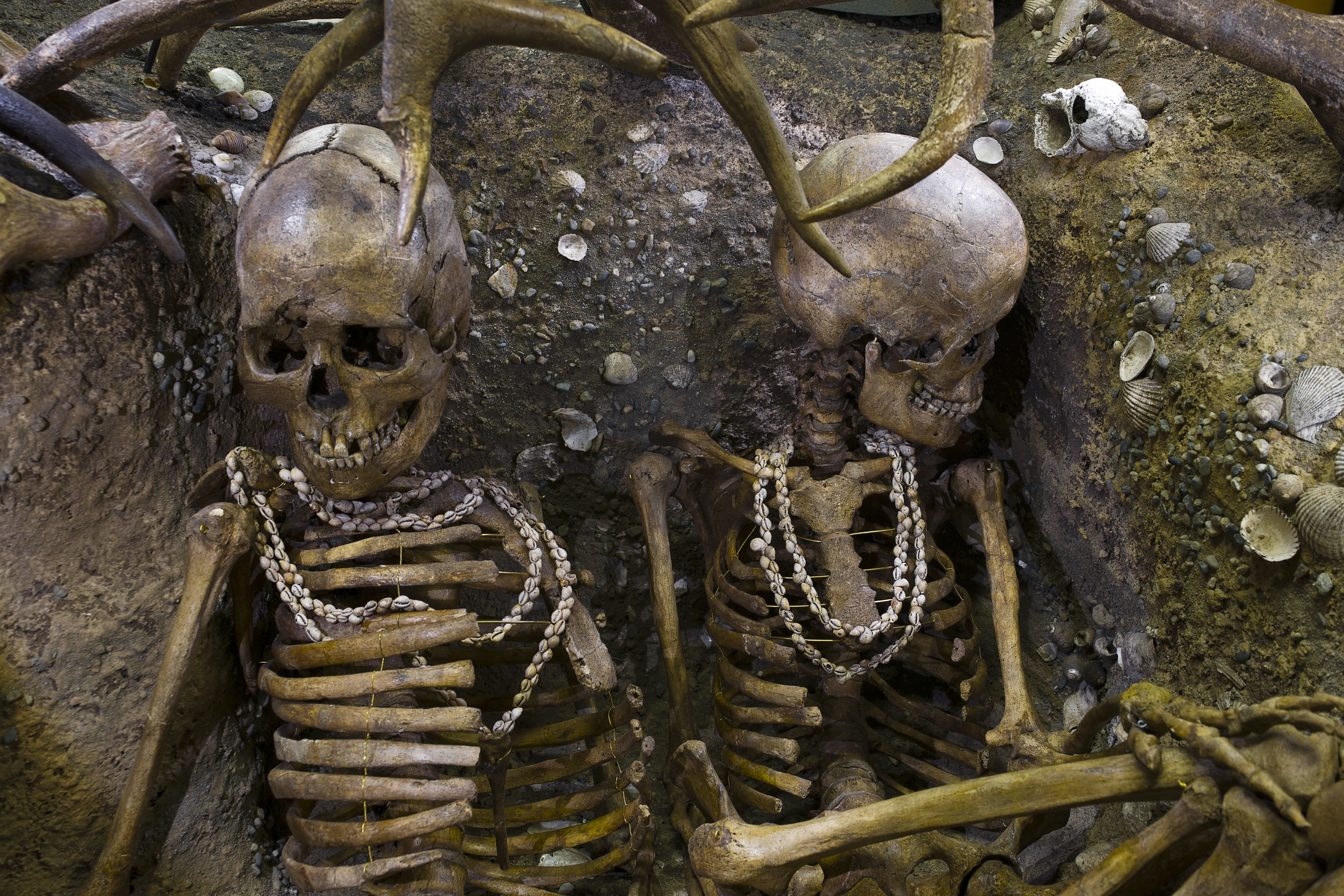
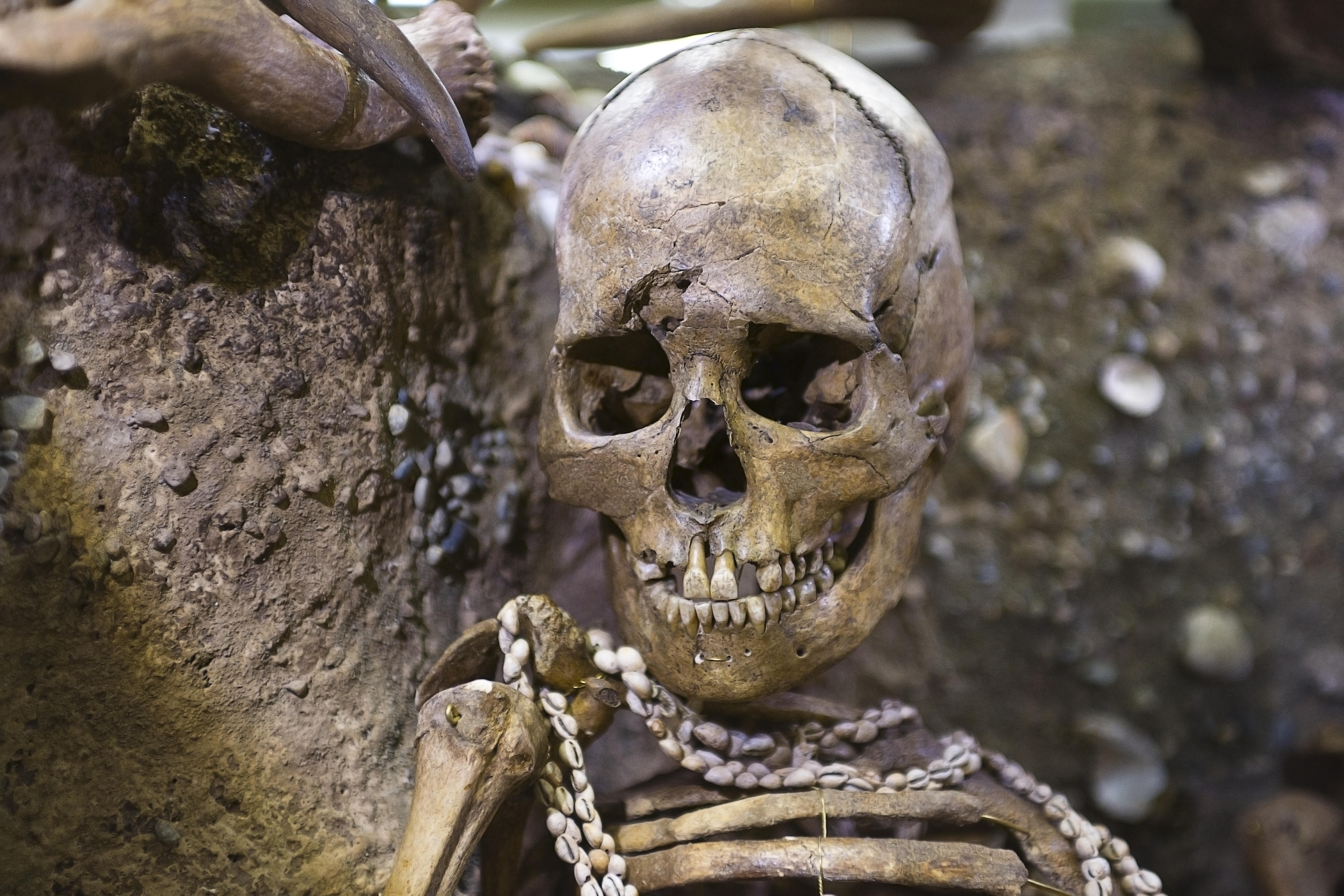
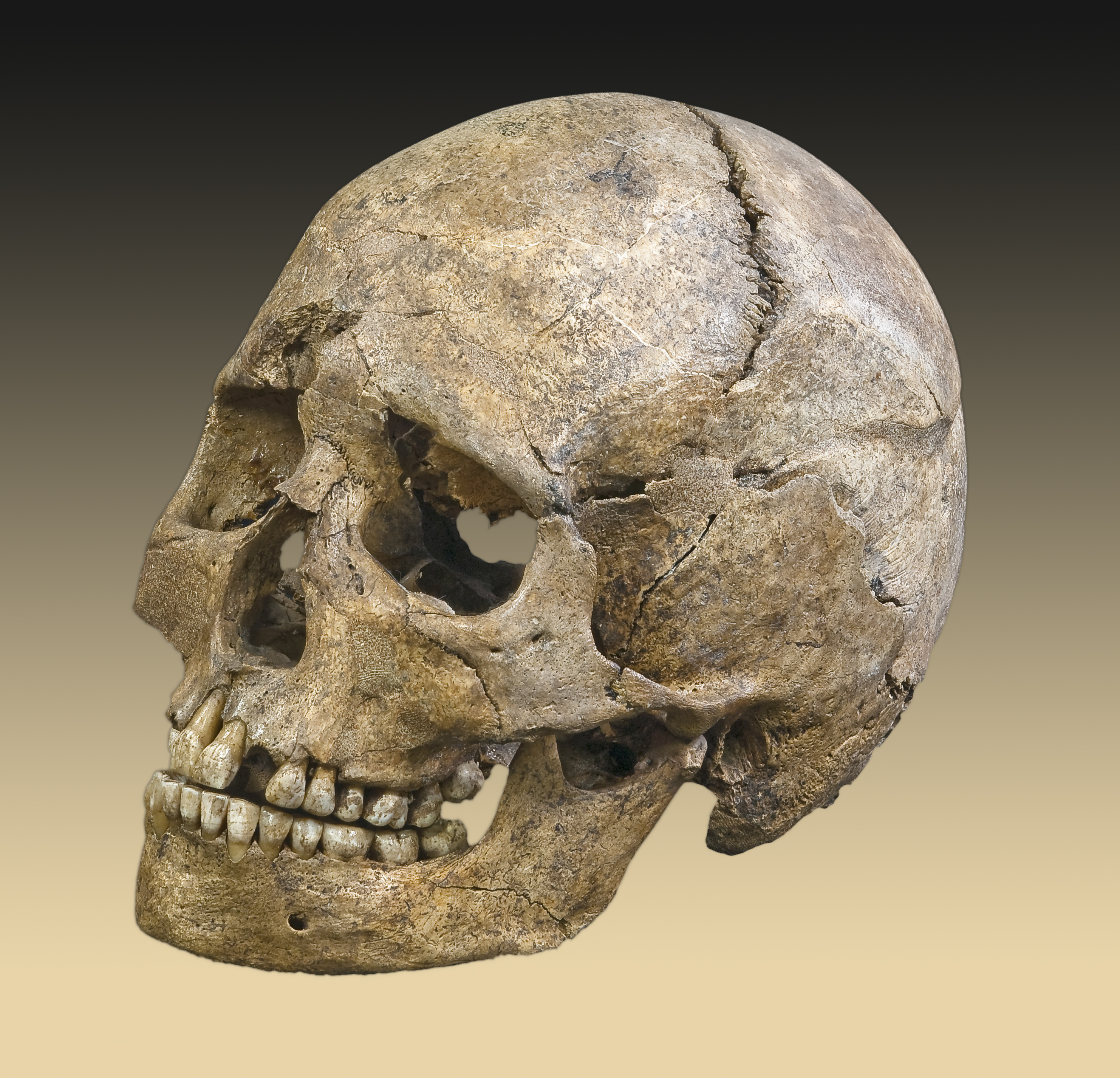